# سو ماتسویاما
تاکاشی ماتسویاما (松山 崇 Matsuyama Takashi؛ ۲۲ سپتامبر ۱۹۰۸–۱۴ ژوئیه ۱۹۷۷) ملقب به سو ماتسودا و سو ماتسویاما، طراح تولید و کارگردان هنری اهل ژاپن بود.
او ۲ مرتبه بابت فیلم‌های راشومون و هفت سامورایی نامزدِ دریافتِ جایزه اسکار بهترین طراحی صحنه بود. در سال ۱۹۵۰ میلادی، او برندهٔ جایزه فیلم ماینیجی بابت کارگردانیِ هنریِ فیلمِ سگ ولگرد (به کارگردانیِ آکیرا کوروساوا) شد.